# Reformierte Kirche Avers-Cresta

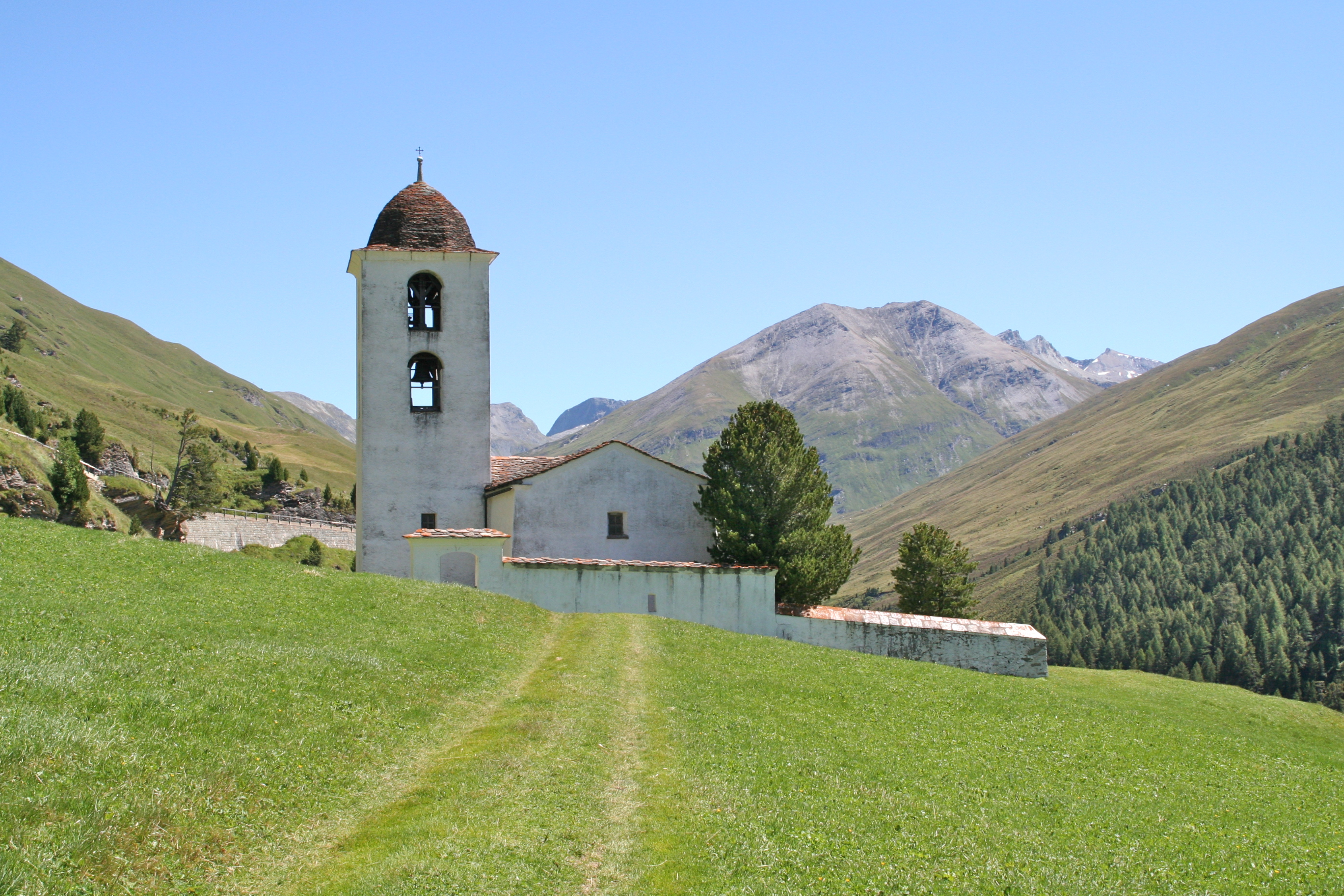
Die Kirche von Avers-Cresta

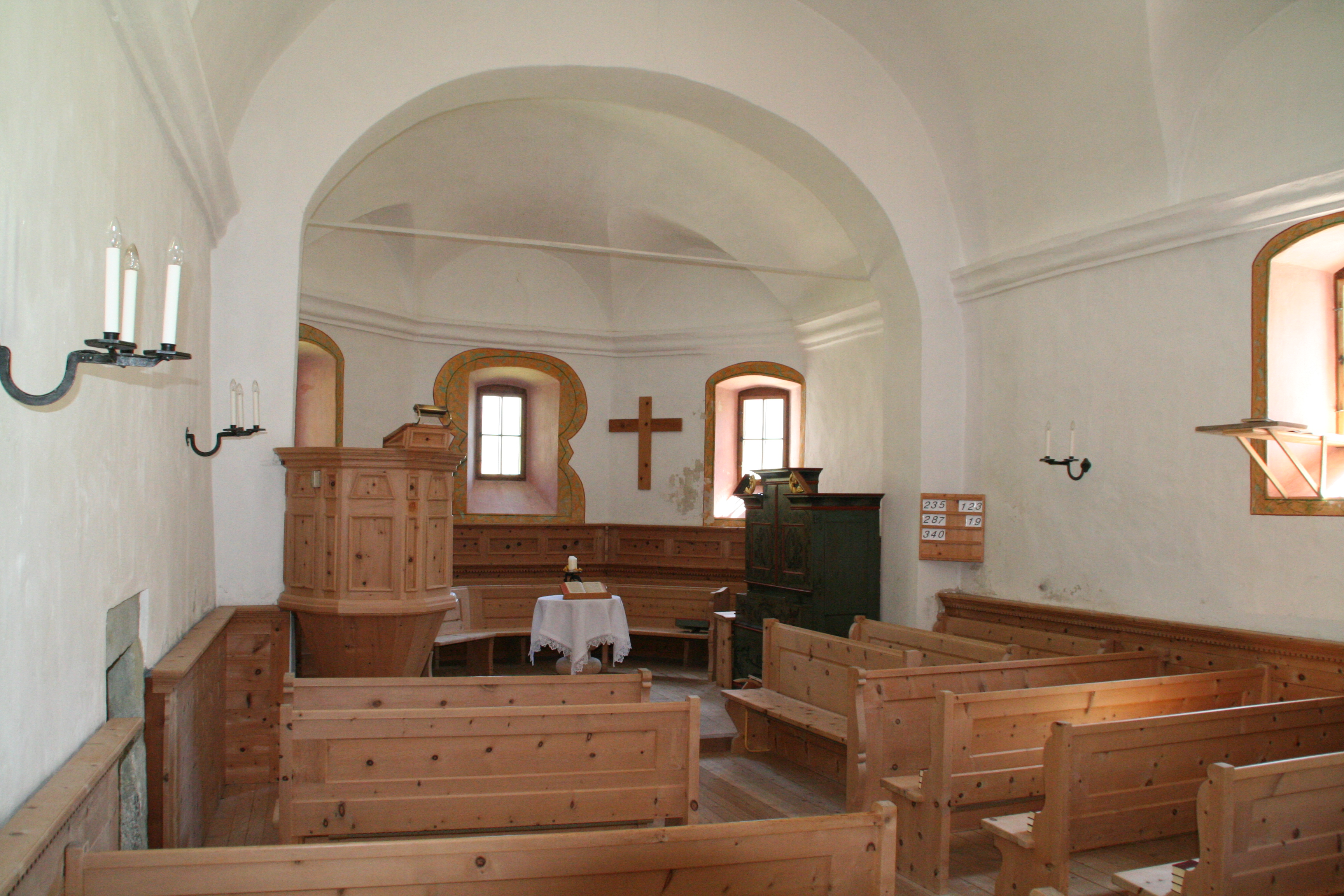
Innenansicht

Die reformierte Kirche in Avers-Cresta (auch gebräuchlich Edelweisskirche) ist ein evangelisch-reformiertes Gotteshaus unter dem Denkmalschutz des Kantons Graubünden.

## Geschichte und Ausstattung

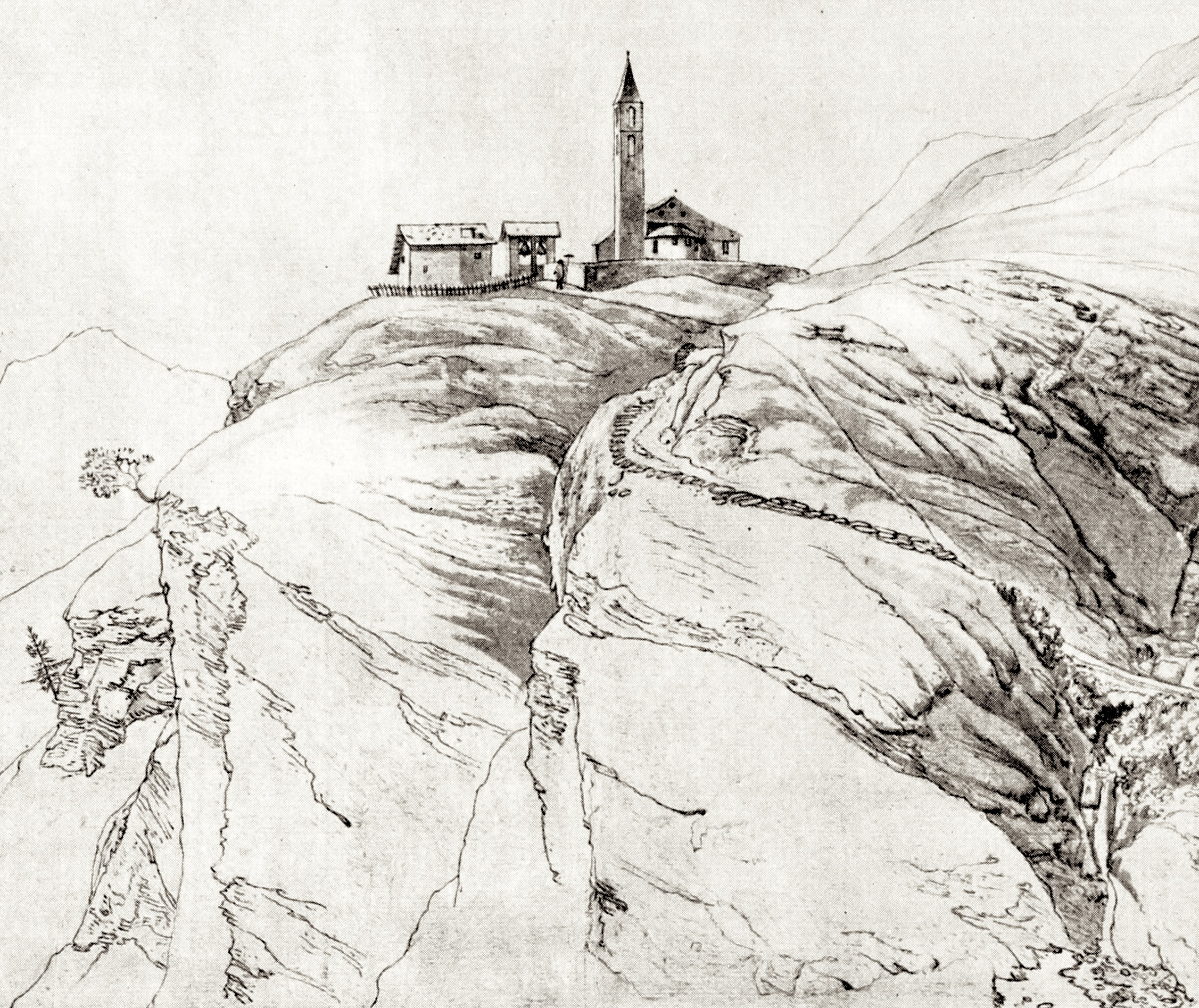
Darstellung von
Jan Hackaert, 1655

Die Kirche stammt als älteste, einheitlich romanische Talkirche aus dem ausgehenden 13. Jahrhundert und erfüllte jahrhundertelang die Funktion als Haupt- und Taufkirche. Der auffallend breite Kirchturm mit zweigeschossigem Glockenturm stammt aus dem 18. Jahrhundert und beherbergt drei Glocken noch aus vorreformatorischer Zeit von 1513. Die kleinste der 4 Glocken wurde im Jahre 1989 von der Glockengiesserei H. Rüetschi in Aarau gegossen.
Bänke, Kanzel und Chorgestühl sind aus Arvenholz gefertigt und wurden 1943/44 letztmals renoviert.
Im Mittelpunkt des Chors steht ein Taufstein, der auch als Abendmahlstisch verwendet wird. Die Appenzeller Hausorgel stammt aus dem 18. Jahrhundert.

## Kirchliche Organisation
Die Evangelisch-reformierte Landeskirche Graubünden führt das Avers gemeinsam mit Ferrera als gemeinsame Kirchengemeinde Avers/Ferrera.

## Galerie

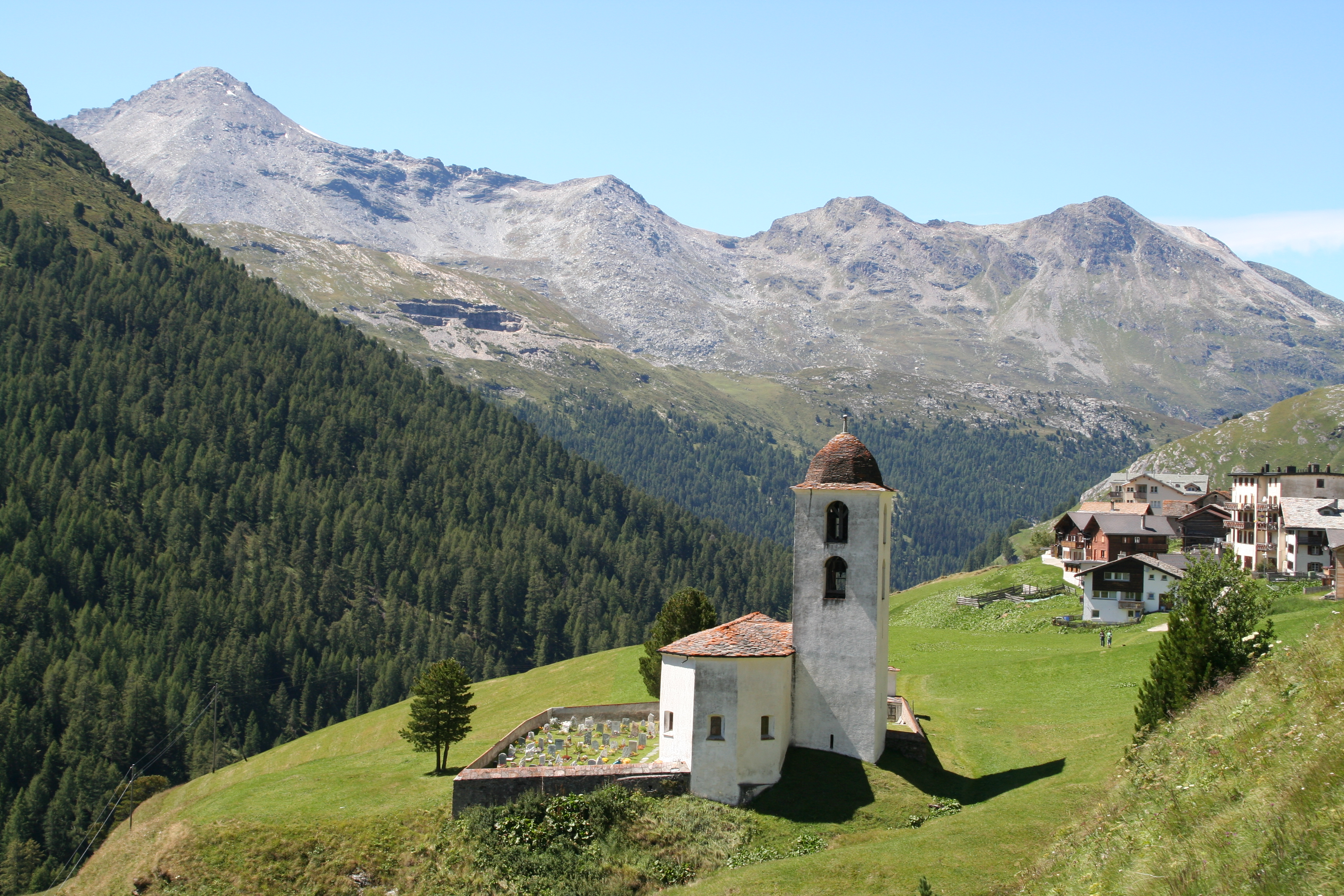
Die Kirche aus anderer Perspektive
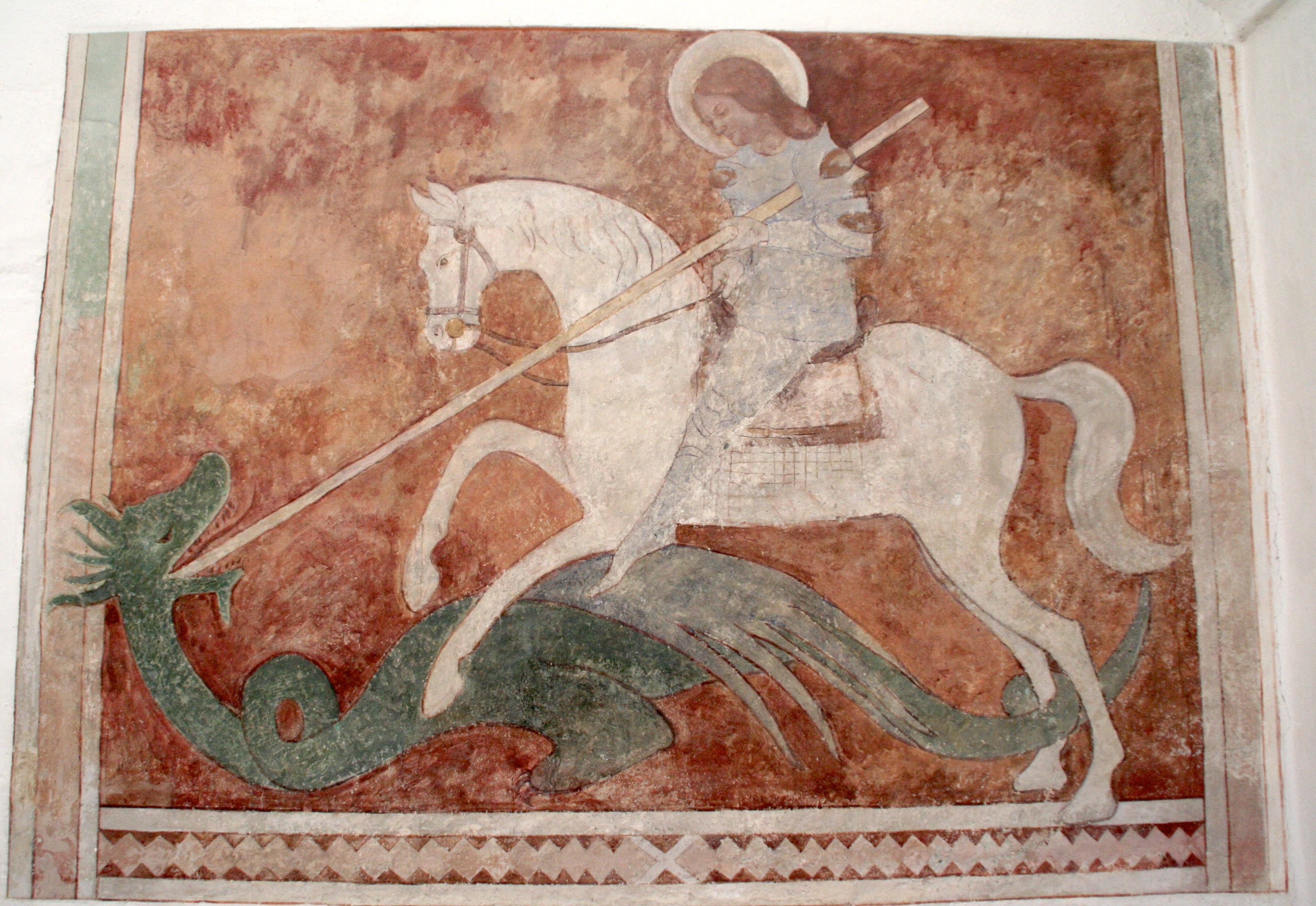
St. Georg
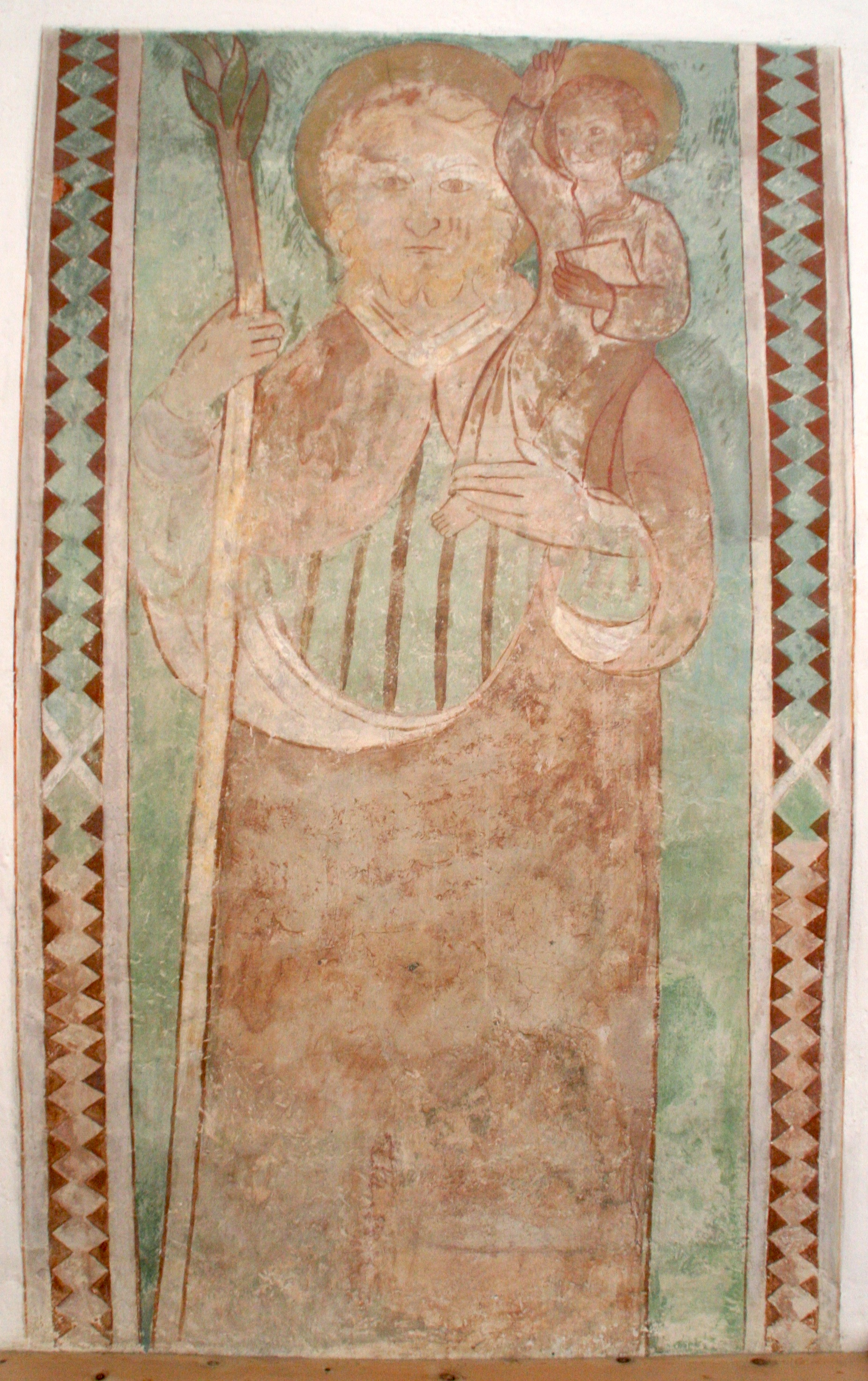
Christophorus
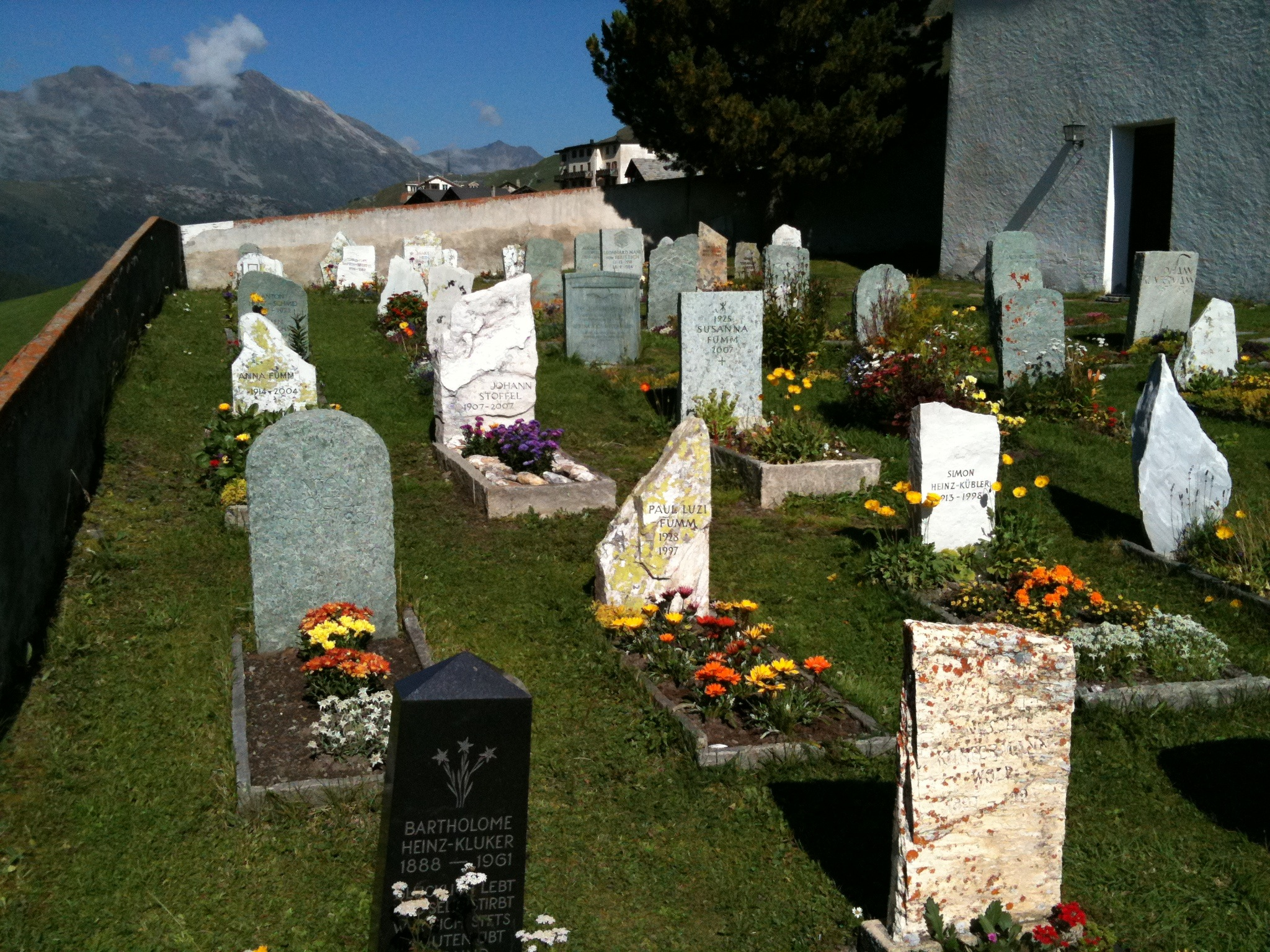
Friedhof